# Chausson (camping-car)
Pour les articles homonymes, voir Chausson.
 (novembre 2013).
Si vous disposez d'ouvrages ou d'articles de référence ou si vous connaissez des sites web de qualité traitant du thème abordé ici, merci de compléter l'article en donnant les références utiles à sa vérifiabilité et en les liant à la section « Notes et références ».
Chausson est un constructeur français de camping-car depuis 1980. Fondée en 1903, la Société des usines Chausson fabrique alors des radiateurs, des réservoirs et des carrosseries automobiles en région parisienne. De 1942 à 1959, cette société construit des autobus et des autocars portant cette marque. La société ferme en 2000.
Depuis 1994, la marque Chausson appartient au groupe Trigano, et est utilisée par une filiale spécialisée dans la fabrication de camping-cars. Ces véhicules sont produits à Tournon-sur-Rhône, en Ardèche, sur un site industriel de 200 000 m², l’un des plus importants d’Europe. En 2025, l'usine emploie près de 1 000 personnes.

## Histoire
La marque Chausson entre dans le monde du véhicule de loisirs en 1980, avec le lancement de l’Odyssée 4000, son premier fourgon aménagé, présenté au Salon de l'Automobile de Paris. Ce succès est rapidement suivi par le développement de capucines comme le modèle Acapulco. En 2000, Chausson rejoint le groupe Trigano, renforçant sa position sur le marché européen.
En 2025, la marque célèbre ses 45 ans d’existence. Elle revendique un héritage d’innovations, une conception 100 % française et plus de 10 000 exemplaires vendus pour certains modèles emblématiques comme le profilé Chausson 640.

## Innovations
Parmi les innovations développées par la marque :
- Smart Lounge : banquettes face-face convertibles en sièges ISOFIX homologués route.
- Smart Dressing Room (SDR) : dressing ajustable en hauteur pour moduler le volume de garage.
- EasyBox / EasyBed : rangements modulables accessibles depuis l’intérieur ou l’extérieur.
- Pack Smart : interface connectée (Bluetooth/Internet) pour surveiller à distance la batterie, le gaz, l’eau propre et la géolocalisation du véhicule via l'application E-Trailer[4].

Ces innovations sont proposées selon les modèles et niveaux de finition.

## Production
Les camping-cars Chausson sont conçus et assemblés à Tournon-sur-Rhône, dans la vallée du Rhône, sur un site de production de 200 000 m², l’un des plus grands d’Europe. Le site emploie près de 1 000 collaborateurs et abrite également le campus de formation Trigano VDL.

## Galerie

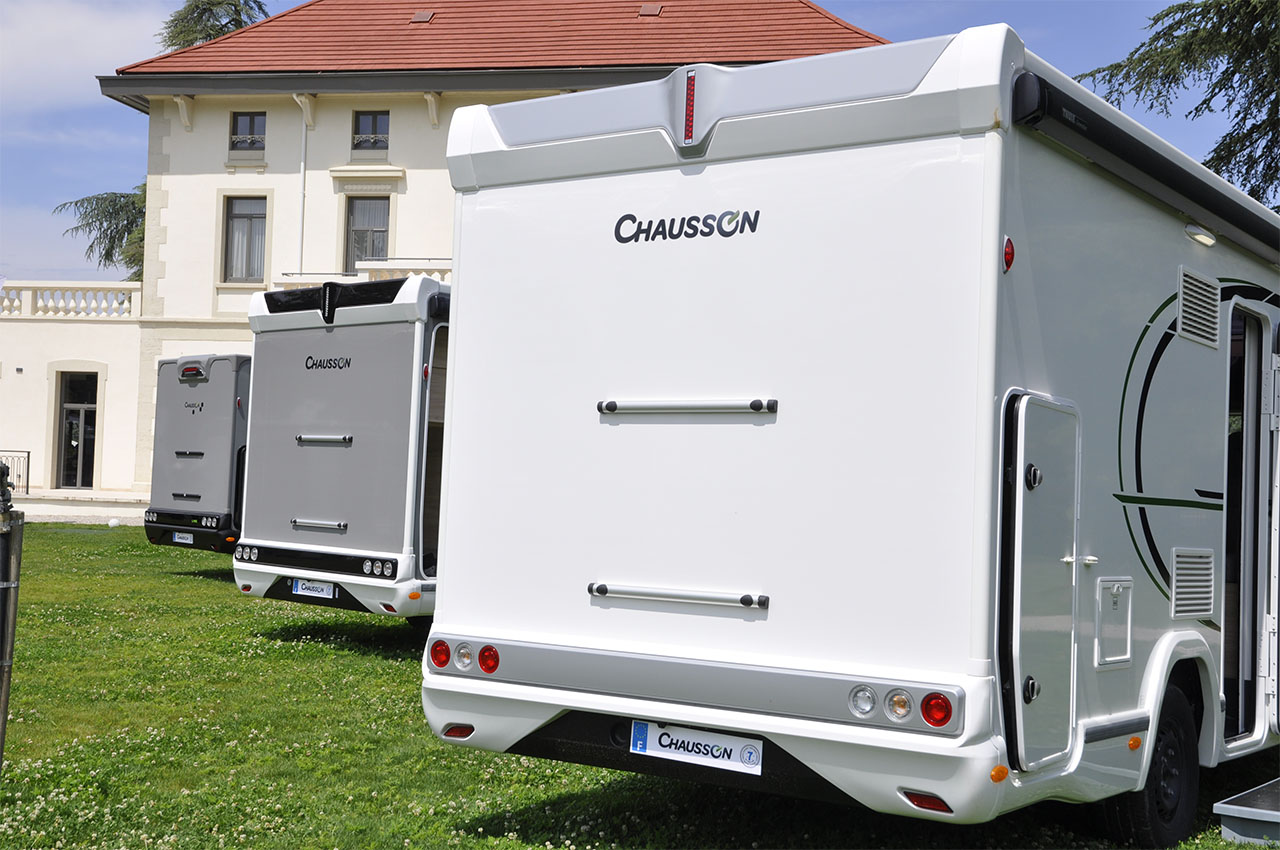
Camping-car profilés Chausson 2024
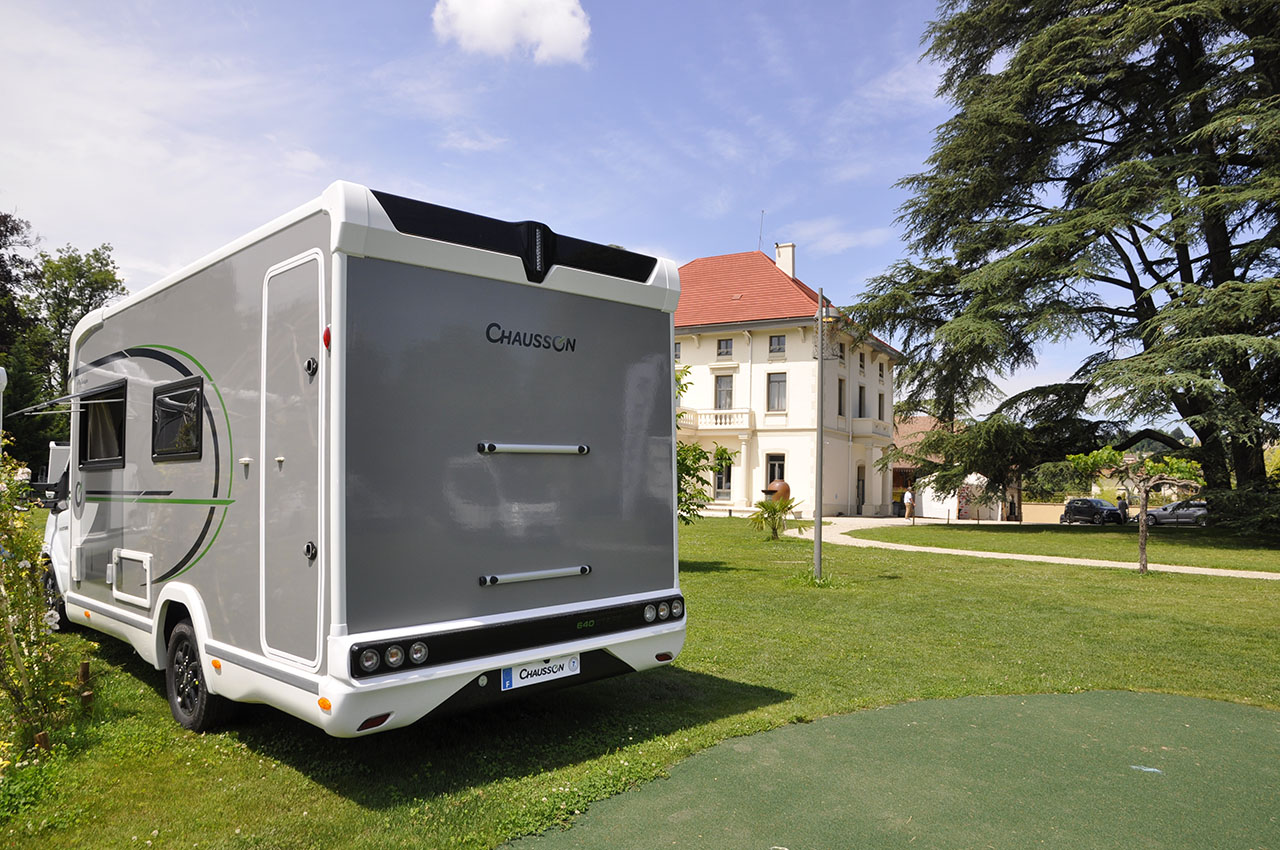
Camping-car Chausson 660 (2024)
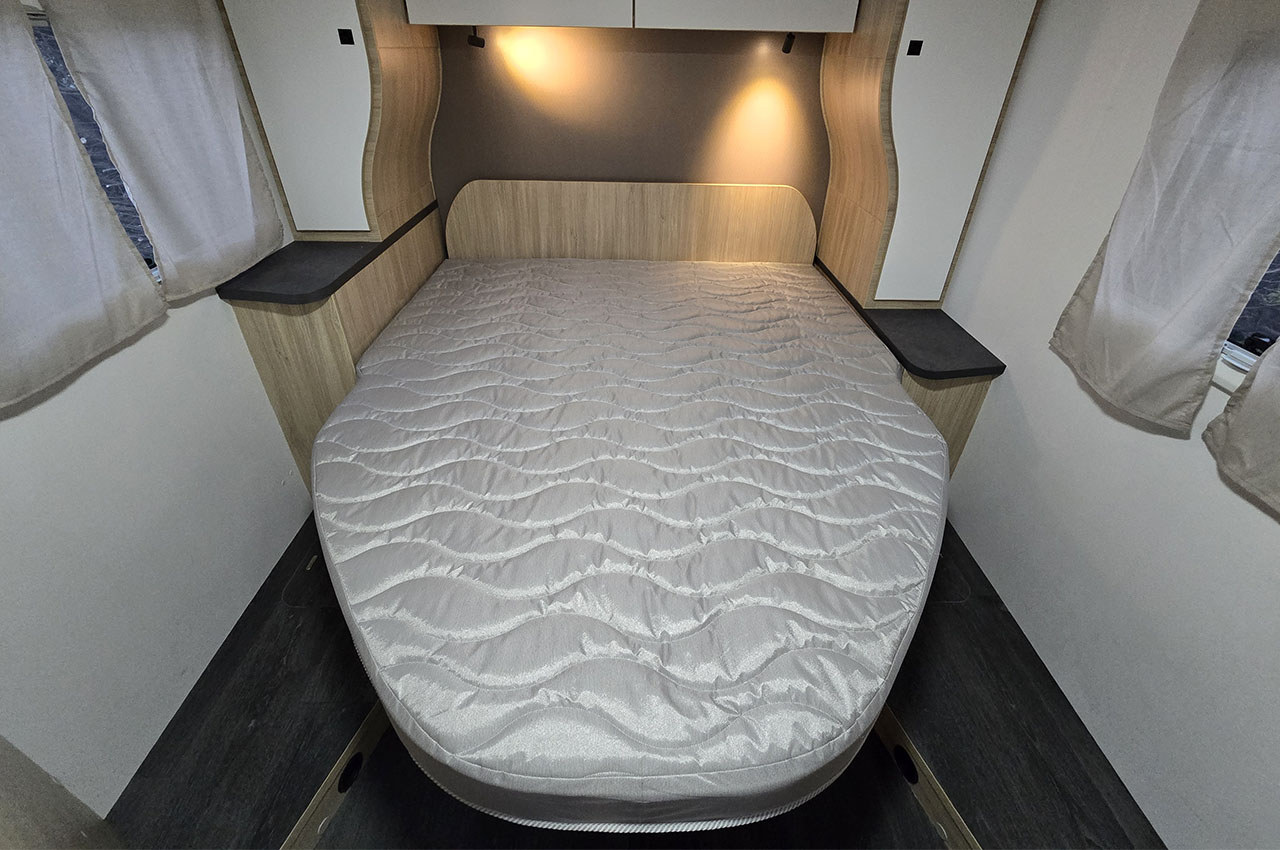
Couchage camping-car lit central Chausson
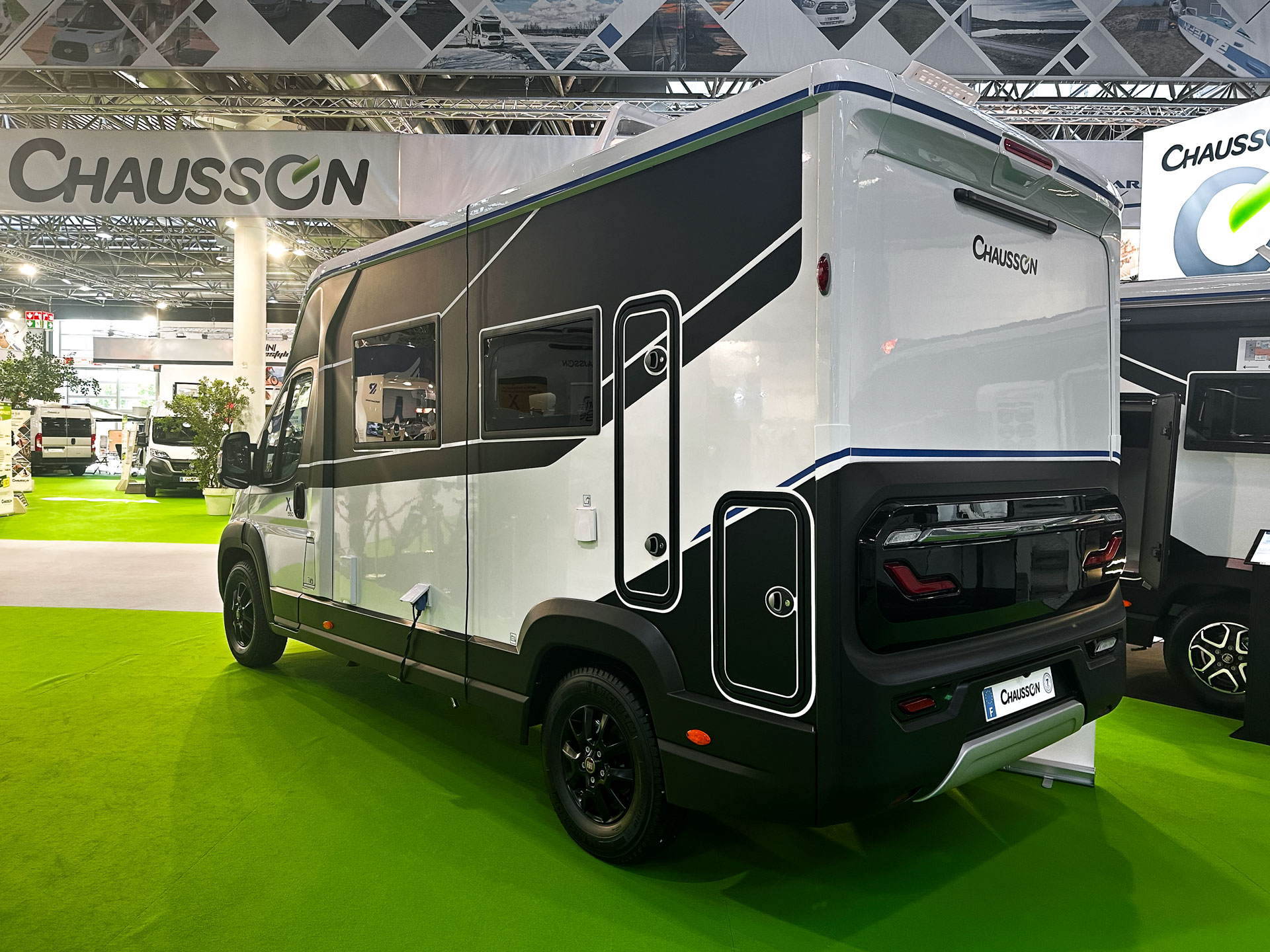
Chausson X650 Exclusive Line (2024)
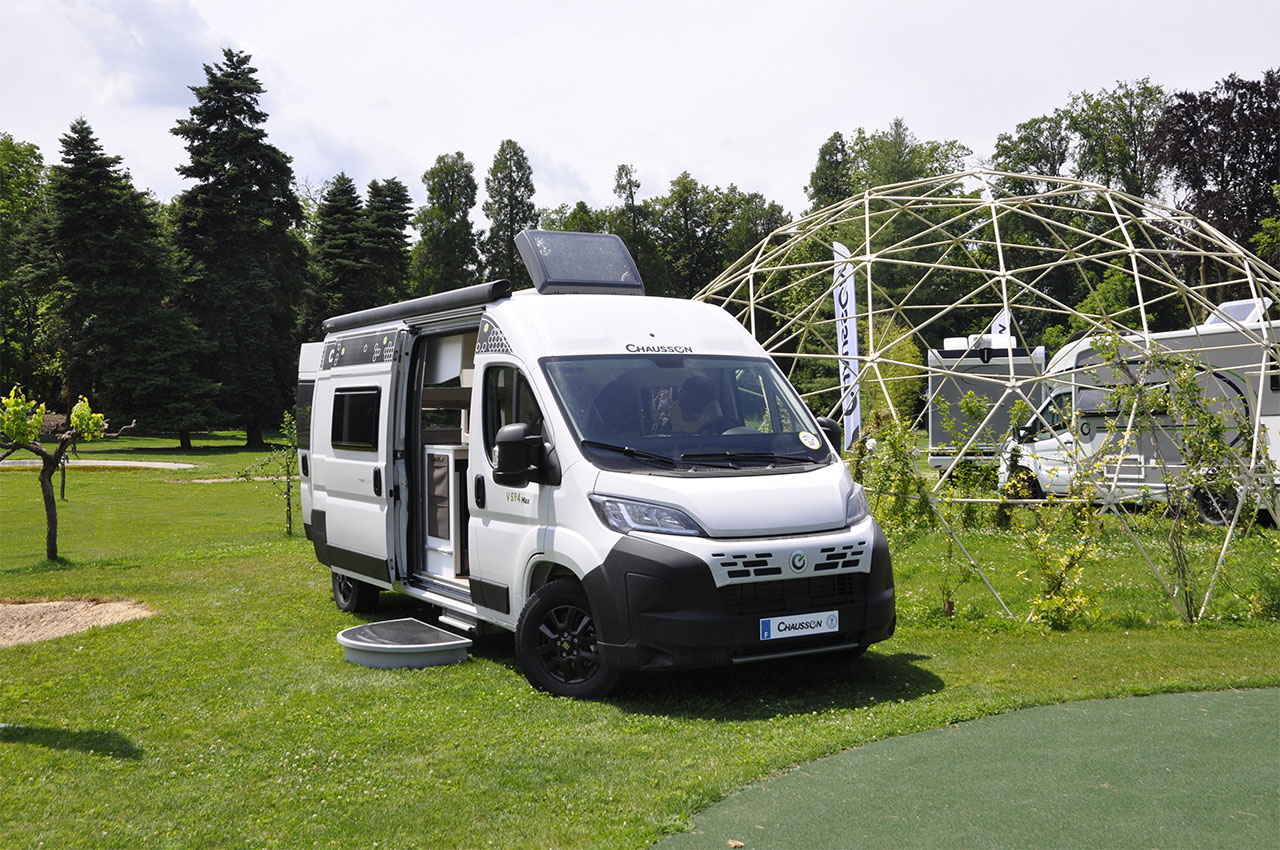
Fourgon aménagé Chausson V594MAX
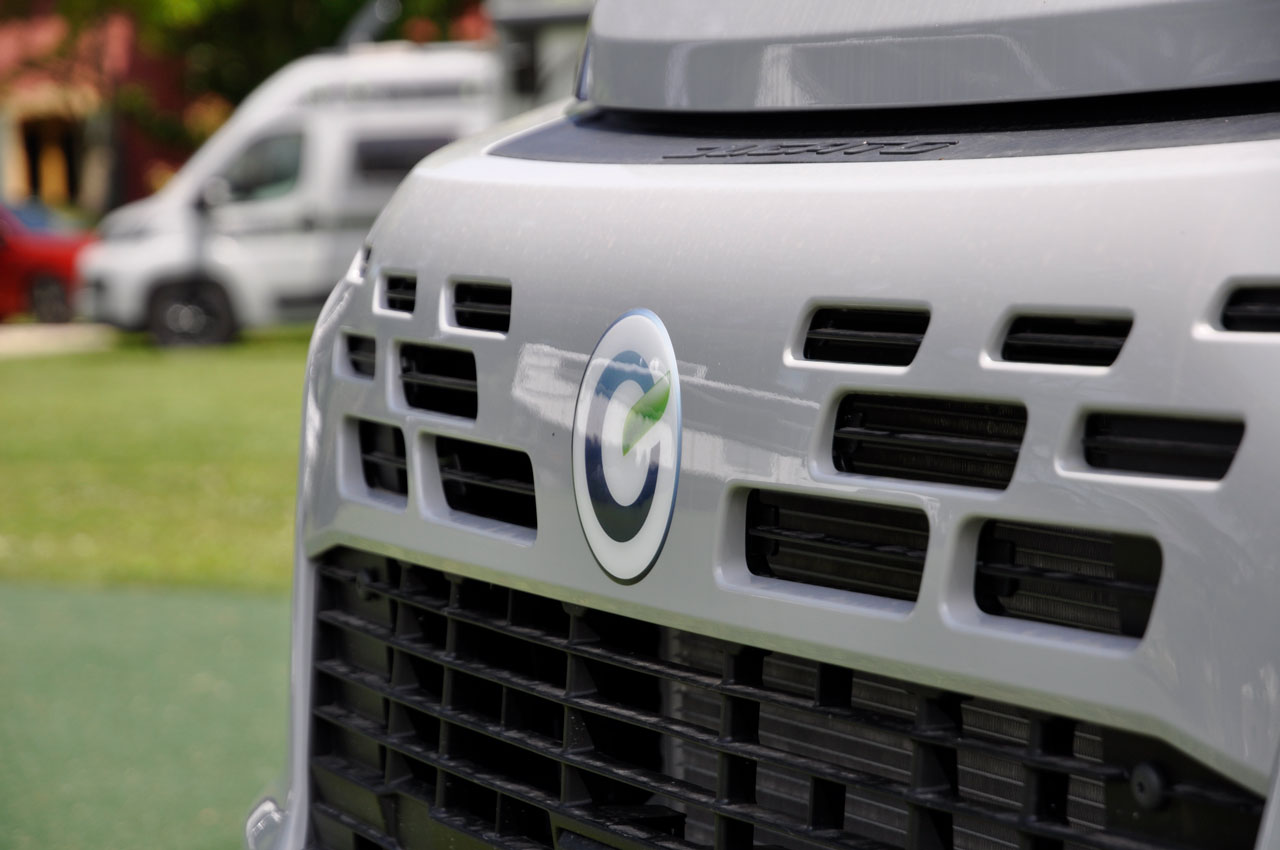
Logo calandre Chausson (sur fourgon Fiat)
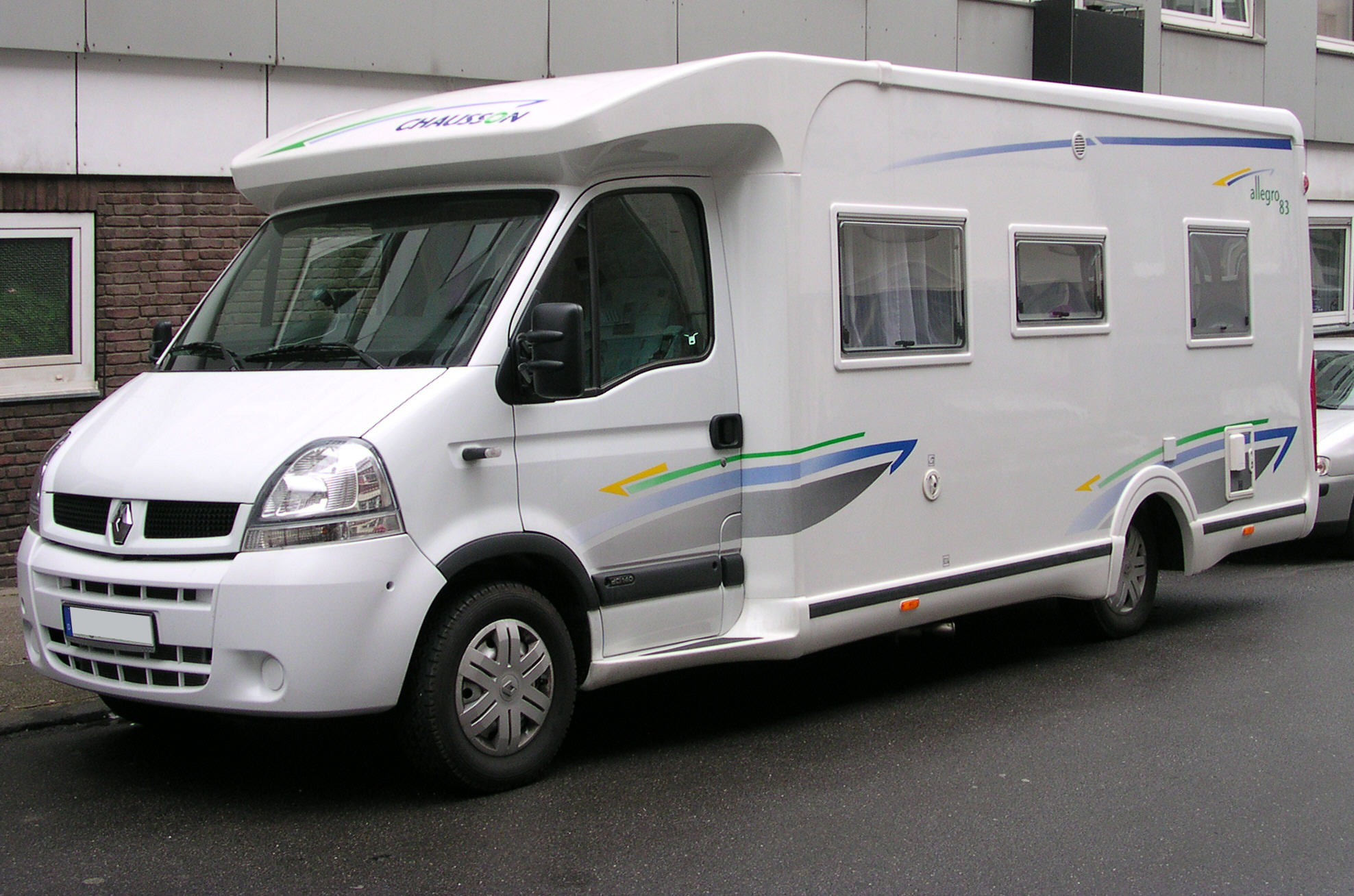
Camping-car Chausson Allegro 83 Renault
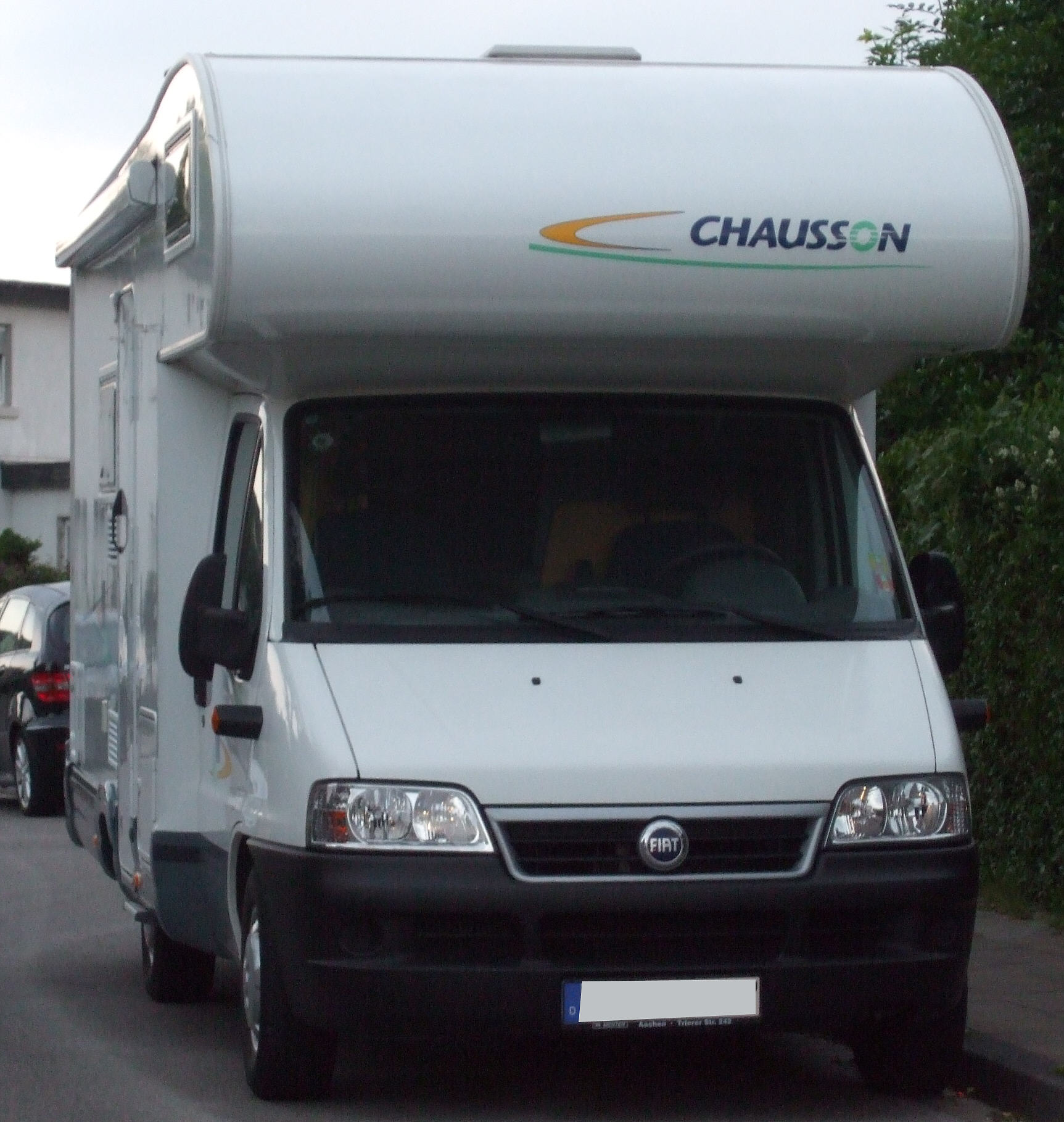
Fiat Chausson Alkoven-Wohnmobil